# Martin Nannestad Jørgensen
Martin Nannestad Jørgensen, född 9 juni 1959, är en bildkonstnär som bor och verkar i Köpenhamn. Hans huvudsakliga fält är bildvävnad.

## Biografi
Jørgensen föddes i Östhammar och växte upp i Danmark och Grönland. Han utbildade sig till vävare hos Kim Naver i Köpenhamn 1978–81, Dona Paula Sanches i Guatemala 1980–81, och hos professor Shizuko Oshiro i Okinawa, Japan 1986–87.

## Verk

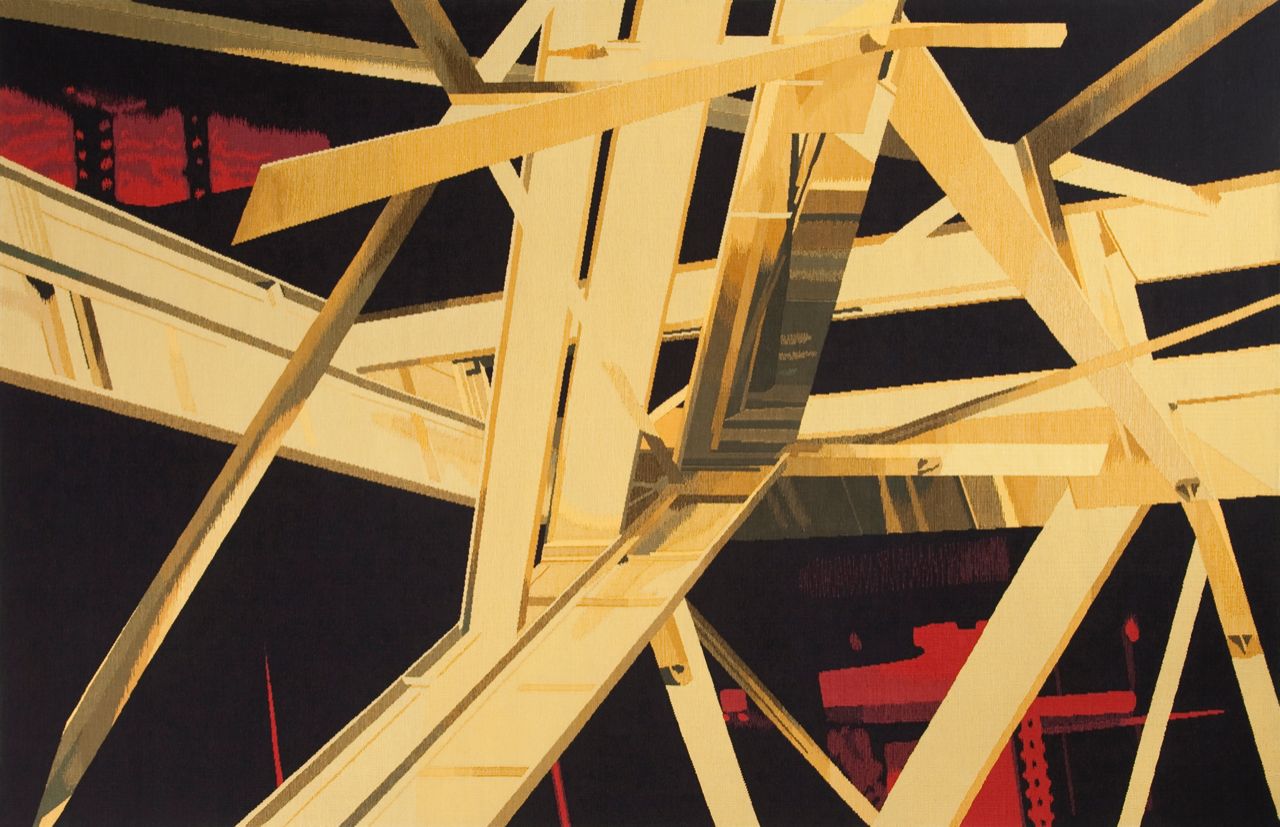
"Bewildered Yellow", 212x322 cm, 2008

### Bildvävnad

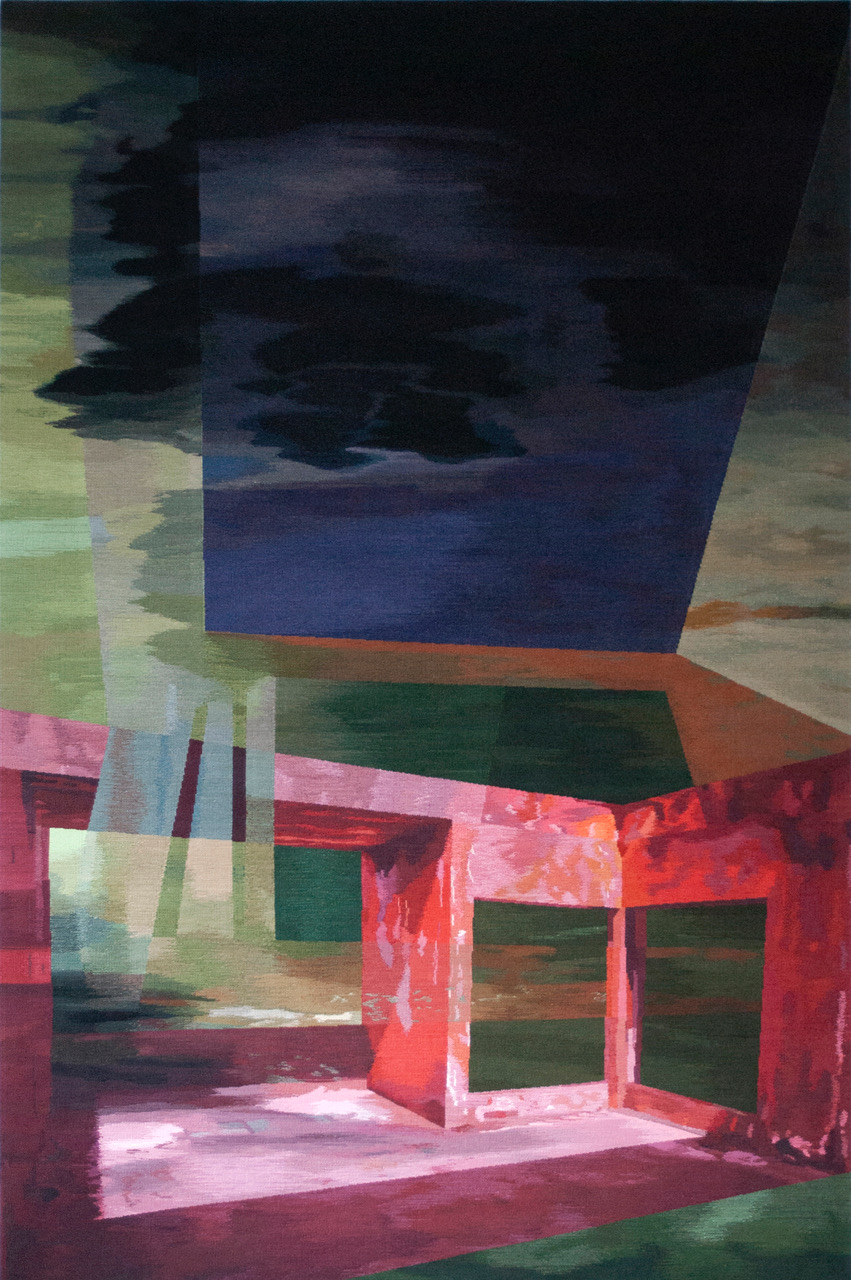
"Casino Bokor", 318x212 cm, 2014

Weilbachs Kunstnerleksikon beskriver Jørgensen som "en av de unga bildvävare som är i färd med att förnya en tradition som annars hade riskerat att försvinna helt". Hans utsmyckningar kan ses på bland annat Köpenhamns universitet, det danska justitieministeriet och Højesteret.

### Kyrkotextil

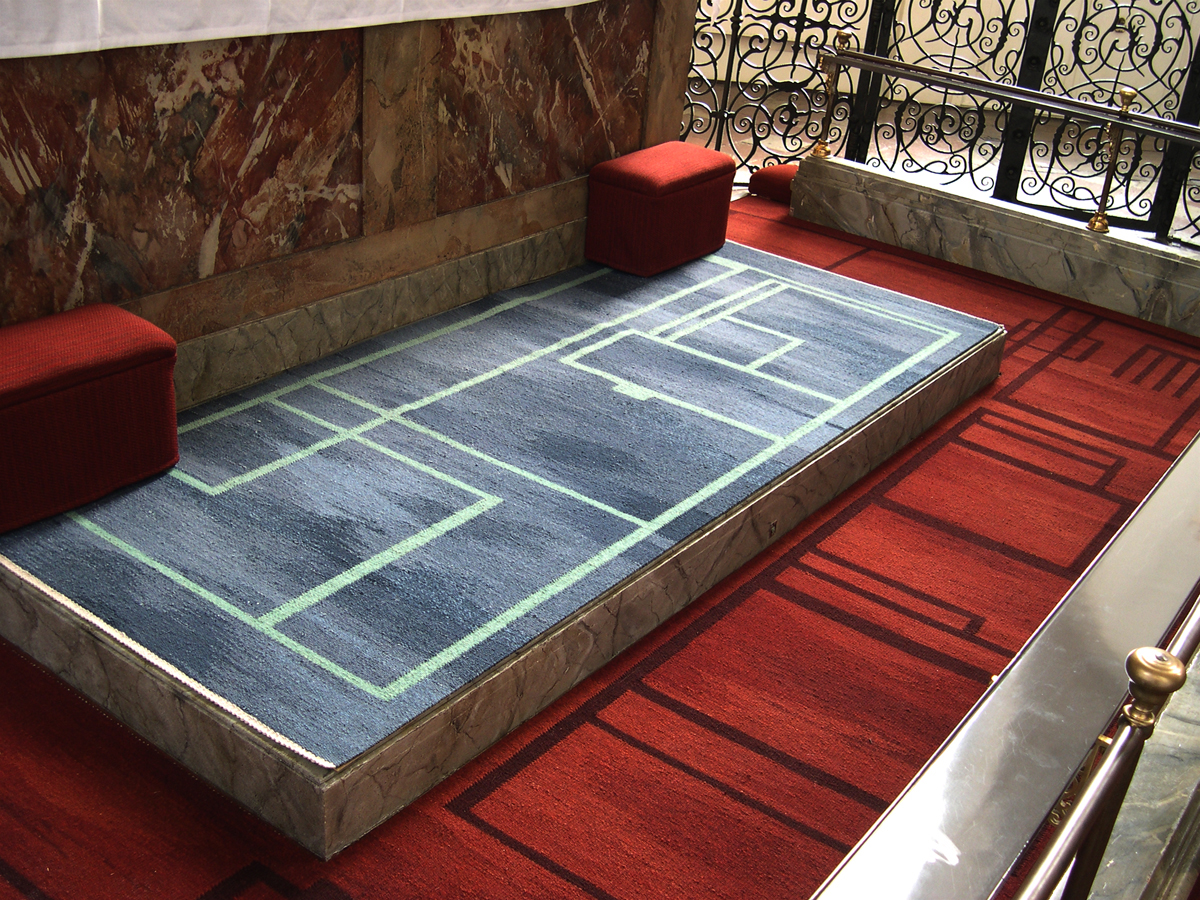
Kormatta av Jørgensen i Trinitatis Kyrka,Köpenhamn, 2005

Jørgensen har formgett och vävt liturgiska kläder, golvbeklädnader och altarkläden till bland andra Trinitatis Kirke i Köpenhamn, Rungsted kyrka och Sankt Clemens' kyrka i Randers.